# ۳۵ روباه
۳۵ روباه یک ستاره است که در صورت فلکی روباهک قرار دارد.